# رابرت سپینگز
رابرت سپینگز (انگلیسی: Robert Seppings; ۱۱ دسامبر ۱۷۶۷ – ۲۵ آوریل ۱۸۴۰) معمار، و مهندس اهل پادشاهی متحد بریتانیای کبیر و ایرلند بود.
وی همچنین برندهٔ جوایزی همچون همکار انجمن سلطنتی و مدال کاپلی شده‌است.